# Ендрю Говард
Ендрю Говард (англ. Andrew Howard; нар. 12 червня 1969, Кардіфф, Уельс, Велика Британія) — валлійський актор театру, кіно та телебачення. Відомий ролями персонажів-росіян в американських та європейських фільмах: від студента Петра Трофімова в екранізації 1999 року п'єси Антона Чехова «Вишневий сад» до найманого вбивці Максима в блокбастері «Викрадена 3». Також одна з його знакових ролей — безпринципний шериф-садист у трилері «Я плюю на ваші могили».

## Ранні роки
Говард народився в Кардіффі, Уельс, Велика Британія. Наприкінці 1980-х років закінчив школу драми Cygnet Training Theatre в Ексетері, Англія.

## Кар'єра
У 2003 році знявся в одній із головних ролей у телефільмі «Лев узимку», зігравши Річарда Левове Серце. Велику популярність акторові принесла одна з негативних ролей у трилері «Я плюю на ваші могили» 2010 року. Наступного року він виконав невелику роль російського лиходія у фільмі Ніла Берґера «Області темряви».
У 2015 році отримав роль Вілла Декоді (торгівця антикваріатом і батька однієї з героїнь), що захоплюється таксидермією, в третьому і четвертому сезонах серіалу «Мотель Бейтсів». У 2016 році зіграв російського гангстера Антона в комедійному бойовику «Реальні спогади міжнародного вбивці».
У 2019 році почав зніматися в серіалі про супергероїв «Вартові» в ролі Червоного Страху, детектива-комуніста в червоному костюмі, який розмовляє з російським акцентом.
У 2020 році вийшов культовий фільм за участю актора — «Тенет» Крістофера Нолана. У 2021 році знявся в ролі лідера неонацистів Барона в серіалі «Мер Кінґстауна».

## Ролі в театрі
У лондонських театрах The Royal National Theatre та Donmar Warehouse грав Алекса ДеЛаржа в театральній постановці за романом Ентоні Берджеса «Механічний апельсин», заголовного героя Пера Ґінта в п'єсі Генріка Ібсена і Ореста в трагедії «Електра».

## Вибрана фільмографія
- 2021 — Мер Кінґстауна (телесеріал)
- 2020 — Пташка у клітці
- 2020 — Двоє далеких незнайомців (короткометражний)
- 2020 — Тенет
- 2020 — Перрі Мейсон (телесеріал)
- 2019 — Вартові (мінісеріал)
- 2018—2019 — Застава (телесеріал)
- 2019 — Анна
- 2018 — Правда або дія
- 2017 — Каліфорнійський дорожній патруль
- 2016 — Реальні спогади міжнародного вбивці
- 2014—2016 — Пекло на колесах (телесеріал)
- 2015—2016 — Мотель Бейтсів (телесеріал)
- 2015 — Агент Ікс (телесеріал)
- 2015 — Агенти Щ. И. Т. (телесеріал)
- 2014 — Викрадена 3
- 2012 — Гетфілди і Маккої (мінісеріал)
- 2011 — Похмілля-2: з Вегаса до Бангкока
- 2011 — Області темряви
- 2010 — Ластер
- 2010 — Я плюю на ваші могили
- 2009 — Трансформери: Помста полеглих
- 2009 — Кривава ріка
- 2007 — Мрія Кассандри
- 2005 — Револьвер
- 2003 — Лев узимку (телефільм)
- 2002 — Глибина
- 2002 — Стрільці
- 2001 — Брати по зброї (мінісеріал)
- 2001 — Містер Зокрема / Убивчий вид